# 23 × 152 мм
23×152 мм — унитарный снаряд для артиллерийских систем.

## История
Снаряд был разработан в СССР в начале 1941 года и первоначально использовался в авиационной пушке ВЯ, устанавливаемой на штурмовики Ил-2. После окончания Второй Мировой войны поступал на вооружение армий социалистических государств (вместе с оружием советского производства).
Использовался во вкладных стволиках для практической стрельбы из пушек танков и САУ.
В 1949 году военные заказали оружейным КБ разработку мощной 23-мм пушки скорострельностью 1000—1200 выстрелов в минуту. Тульские оружейники Н. М. Афанасьев и Н. Ф. Макаров увеличили скорострельный крупнокалиберный пулемёт ТКБ-481, в 1950-е гг. вооруживший советские вертолёты как А-12,7, до калибра 23 мм. Версия под патрон пушки ВЯ получила обозначение ТКБ-494, но в отличие от своего более лёгкого аналога под патрон 23 × 115 мм ТКБ-495, принятого на вооружение в 1952 как АМ-23, была забракована авиаторами, так как при наземных испытаниях выяснилось, что от её мощной отдачи из самолётов вылетают заклёпки. Позднее она была доработана для целей ПВО как ТКБ-507(Ж) (с воздушным или жидкостным охлаждением) и вошла в состав зенитных автоматов 2А7 («Шилка») и 2А14 (ЗУ-23-2).
В 1950-е для них были созданы патроны со снарядами трёх типов — БЗТ, ОФЗТ и ОФЗ.

## Современные боеприпасы
Бронебойно-зажигательно-трассирующий снаряд БЗТ цельнокорпусной с полусферической головной частью и стальным баллистическим наконечником, массой 190 г, в донной части содержат вещество для трассирования и в головной — зажигательный состав. Осколочно-фугасные снаряды ОФЗТ массой 188,5 г укомплектованы головным взрывателем В19УК (ранее — МГ-25) с самоликвидатором и максимальным временем срабатывания 11 сек. Метательный заряд у обоих снарядов одинаковый — 77 г пороха марки 5/7 ЦФЛ. Масса патрона 450 г. Баллистические данные обоих снарядов одинаковы — начальная скорость 980 м/с, табличный потолок 1500 м, дальность табличная 2000 м.
В настоящее время ОФЗТ снаряды практически не используются из-за сравнительно низкой эффективности, повсеместно применяется следующая схема снаряжения ленты: 4 ОФЗ — 1 БЗТ. Капризный взрыватель МГ-25 у снаряда ОФЗ заменён на всепогодный В-19УК, который при той же чувствительности срабатывания по твёрдым преградам (плотный картон, дерево, дюралюминий, сталь и т. п.) не детонирует при столкновении с каплями дождя и имеет лучшую влагозащищённость.
Снаряд 3УОФ1 заполнен 18,5 г ВВ марки А-IX-2.
Ещё до распада СССР рядом стран осуществлена разработка и промышленный выпуск собственных усовершенствованных боеприпасов для ЗУ-23-2, в первую очередь боеприпасов бронебойного действия. Известны 23-мм патроны с бронебойным подкалиберным снарядом (БПС), сердечник твердосплавный, фирм Sako (Финляндия) и Denel (ЮАР). Фирмы Oerlikon (Швейцария) и ZM Mesko (Польша) освоили выпуск БПС с отделяемым поддоном и тяжелосплавным (вольфрамовым) сердечником типов APDS, FAPDS-T и APFSDS. Судя по характеристикам снарядов и типам используемых при испытаниях бронепреград, польские боеприпасы APDS и APFSDS предназначены для поражения в лобовой проекции российской БМП-3 и её модификаций с усиленной защитой.

## Варианты
- бронебойный зажигательный трассирующий (БЗТ)
- осколочный зажигательный (ОЗ)
- осколочный зажигательный трассирующий (ОЗТ).